# Барчелона Поцо ди Гото
Барчело̀на По̀цо ди Го̀то (на италиански: Barcellona Pozzo di Gotto; на сицилиански: Baccialona Pizzaottu, Бачалона Пицаоту) е град и община в Южна Италия, провинция Месина, автономен регион и остров Сицилия. Разположен е на 60 m надморска височина. Населението на общината е 41 524 души (към 2010 г.).
През 2022 год. се побратимява с българската община "Родопи" в област Пловдив.